# Belanovo Selo
Belanovo Selo falu Horvátországban Kapronca-Kőrös megyében. Közigazgatásilag Apajkeresztúrhoz tartozik.

## Fekvése
Kaproncától 14 km-re, községközpontjától 4 km-re nyugat-északnyugatra, a Kemléki-hegység előterében fekszik.

## Története
A falu a raszinjai uradalom részeként a 16. század elején a Bocskai család birtoka, majd 1527-től Pekri Lajosé, aztán 1558-tól Erdődy Tamás horvát báné, majd házasság révén 1624-ben az Auesperger és később szintén házasság révén a Gaisruck családé lett. Végül 1746-ban az uradalommal együtt az Inkey család vásárolta meg és a 20. századig meg is tartotta. 1857-ben 82, 1910-ben 158 lakosa volt. A trianoni békeszerződésig Varasd vármegye Ludbregi járásához tartozott. 2001-ben 54 lakosa volt.